# あさスタ♪
『あさスタ♪』は、2016年3月28日から山陰放送（BSSラジオ）で毎週月曜から金曜の7:25 - 10:40に放送されているラジオ番組。

## 概要
- 2016年3月まで放送していた『ご近所わいど今日もハレルヤ!』『かっとばし金曜日』の後継番組。

- 旧放送時間は朝7時45分から10時45分まで。2023年10月から歌のない歌謡曲の終了に伴い、放送時間が変更された。

- 全国高等学校野球選手権鳥取大会が行われる場合は、放送時間が9時35分までに短縮される。

- 当番組を担当するアナウンサーが出張などの場合は、代打で稀に中島早也佳アナウンサーか、それ以外のアナウンサーが担当することがある。

## パーソナリティ
すべて山陰放送アナウンサー
| 期間                          | 月曜日       | 火曜日       | 水曜日       | 木曜日       | 金曜日              |
| ----------------------------- | ------------ | ------------ | ------------ | ------------ | ------------------- |
| 2016年3月28日 - 2018年3月30日 | 板井文昭     | 桑本みつよし | 宇田川修一   | 桑本みつよし | 大田祐樹            |
| 2018年4月2日 - 2020年3月31日  | 桑本みつよし | 桑本みつよし | 板井文昭     | 宇田川修一   | 大田祐樹            |
| 2020年4月1日 - 2021年3月26日  | 宇田川修一   | 桑本みつよし | 板井文昭     | 桑本みつよし | 大田祐樹            |
| 2021年3月29日 - 9月24日       | 宇田川修一   | 桑本みつよし | 板井文昭     | 桑本みつよし | 木野村尚子          |
| 2021年9月27日 - 2023年3月31日 | 宇田川修一   | 桑本みつよし | 板井文昭     | 桑本みつよし | 木野村尚子 松原佑基 |
| 2023年4月3日 - 2024年3月29日  | 宇田川修一   | 桑本みつよし | 桑本みつよし | 桑本みつよし | 松原佑基            |
| 2024年4月1日 -                | 宇田川修一   | 宇田川修一   | 桑本みつよし | 桑本みつよし | 木野村尚子          |

## タイムテーブル
- 7:30 - オープニング
- 7:50 - 海の天気予報[3][4]
- 7:55 - BSSニュース[4]
  - 7:55、8:55枠のニュースはパーソナリティーが担当（山陰2県のローカルニュースのほか、適宜全国ニュース・スポーツニュースも）。
- 8:00 - 話題のアンテナ 日本全国8時です[4]
- 8:25 - 島根県からのお知らせ（木曜）
- 8:30 - 交通情報
- 8:40 - 知っとく！なっとく！ウェルネストーク（月曜）
- 8:55 - BSSニュース
- 9:00 - 天気予報
- 9:25 - マネープラン21
- 9:40 - 中江康人のFROMTOKYO（月曜）
- 9:55 - BSSニュース
  - 日替わりでアナウンサーが担当。
- 10:00 - 天気予報
- 10:05 - 
  - 月曜 - 松江市からのお知らせ
  - 金曜　-　今ね!しまね推し
- 10:15 - メモリアル百科
- 10:20 - あなたの願いかなえましょう（木曜）
  - 火曜　-　教えて!下手先生
- 10:35 - エンディング

## 過去のタイムテーブル
- GM岡野のガイナーレ魂
- みつよしとみつよしのOH!菓子な話
- 元気！農業！影山ちゃん
- 大好き！どら焼き
- 島根県消費者センター情報
- 生活トラブルお助けタイム
- JFマリンバンク海の天気予報
- イチ早ローソン!!!
- ようこそ岩井コスモ証券ヘ
- お茶の間経済学